# Ardabíl
Ardabíl (perzsául: اردبیل) város Irán északnyugati részén, Ardabil tartomány székhelye. Lakossága 564 ezer fő volt 2011-ben.
A város Azerbajdzsán határának közelében fekszik, lakosságában többségben vannak az azeriek.
Hagyományos selyem- és szőnyeggyártásáról ismert.
A várost és környékét többször érte erős földrengés, legutóbb 1997-ben.
Szafi al-Din sejk mauzóleuma a kulturális világörökség része.

## Történelem
A város környéki terület már az Óperzsa Birodalom idején lakott volt. A várost valószínűleg az 5. században alapították. 1220-ban a mongolok teljesen megsemmisítették. A 13. század végén zarándokhellyé vált; itt született ugyanis Szafi al-Din szunnita misztikus (1252-1334). A várost 1828-ban az oroszok foglalták el és széthordták híres könyvtárát, amely egykor a legnagyobb volt Perzsiában.

## A város szülöttei
- Szafi al-Din sejk
- I. Iszmáíl perzsa sah
- Ali Dáji, labdarúgó, edző
- Hoszejn Rezázáde, súlyemelő, olimpiai bajnok

## Testvértelepülések
- Tiszavasvári[4]

## Galéria

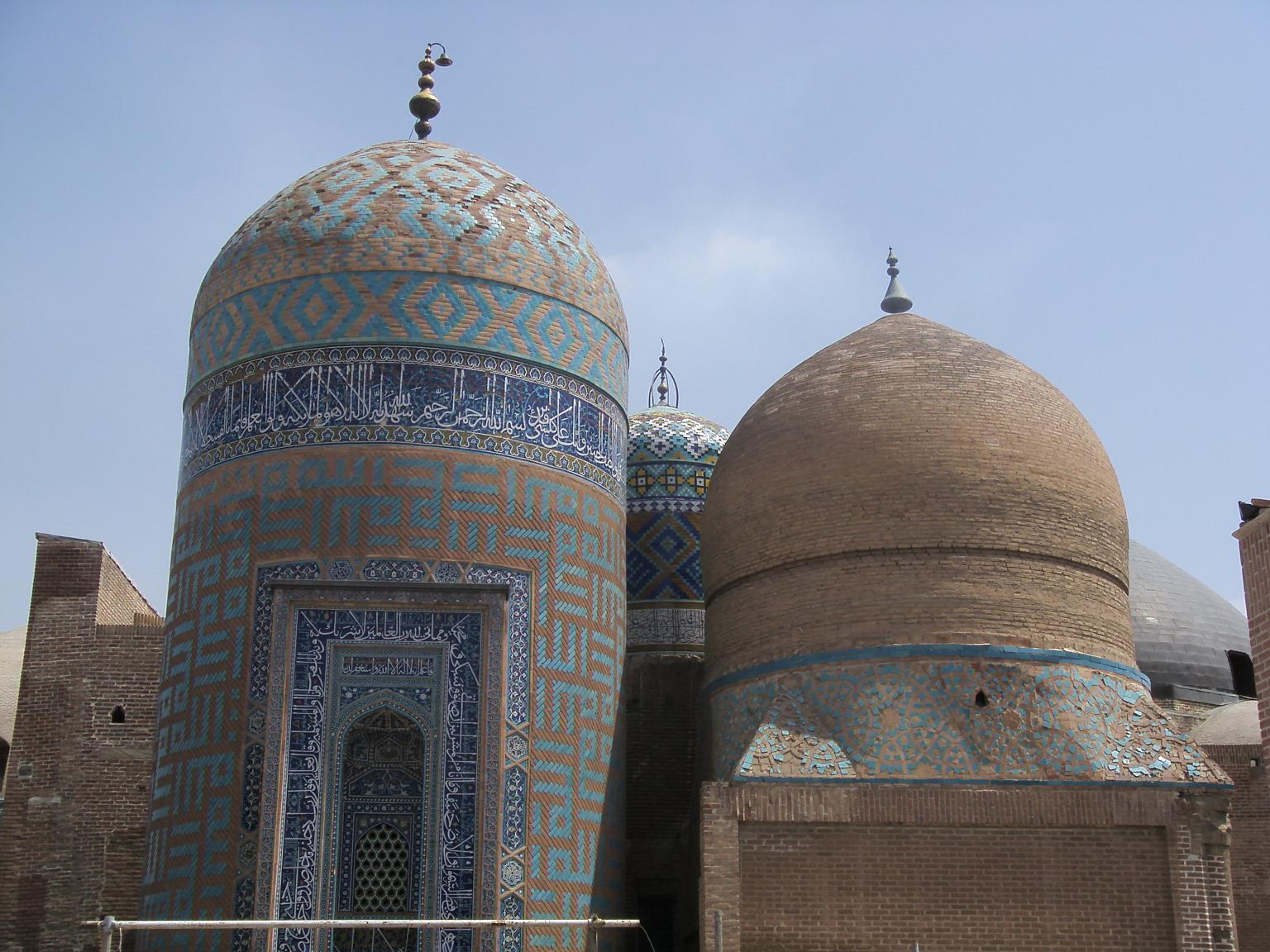
Szafi al-Din sejk mauzóleuma
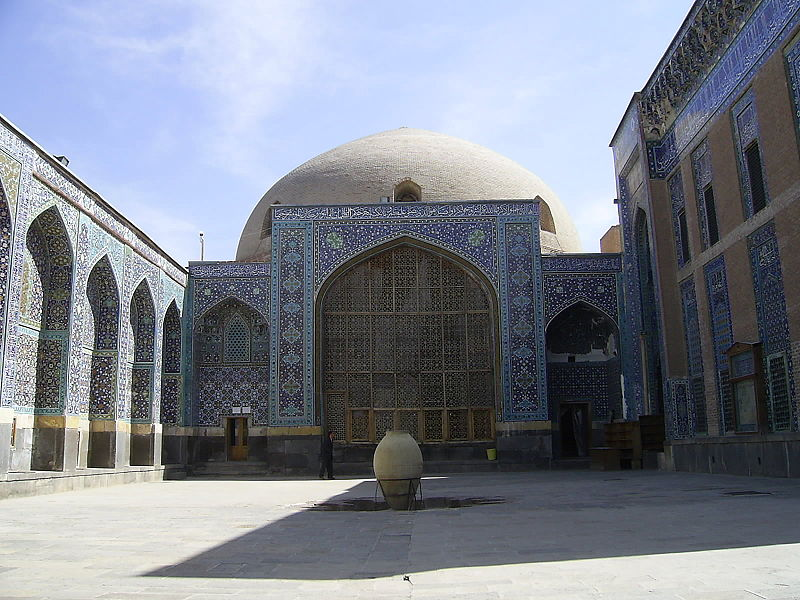
A mauzóleum belső udvara
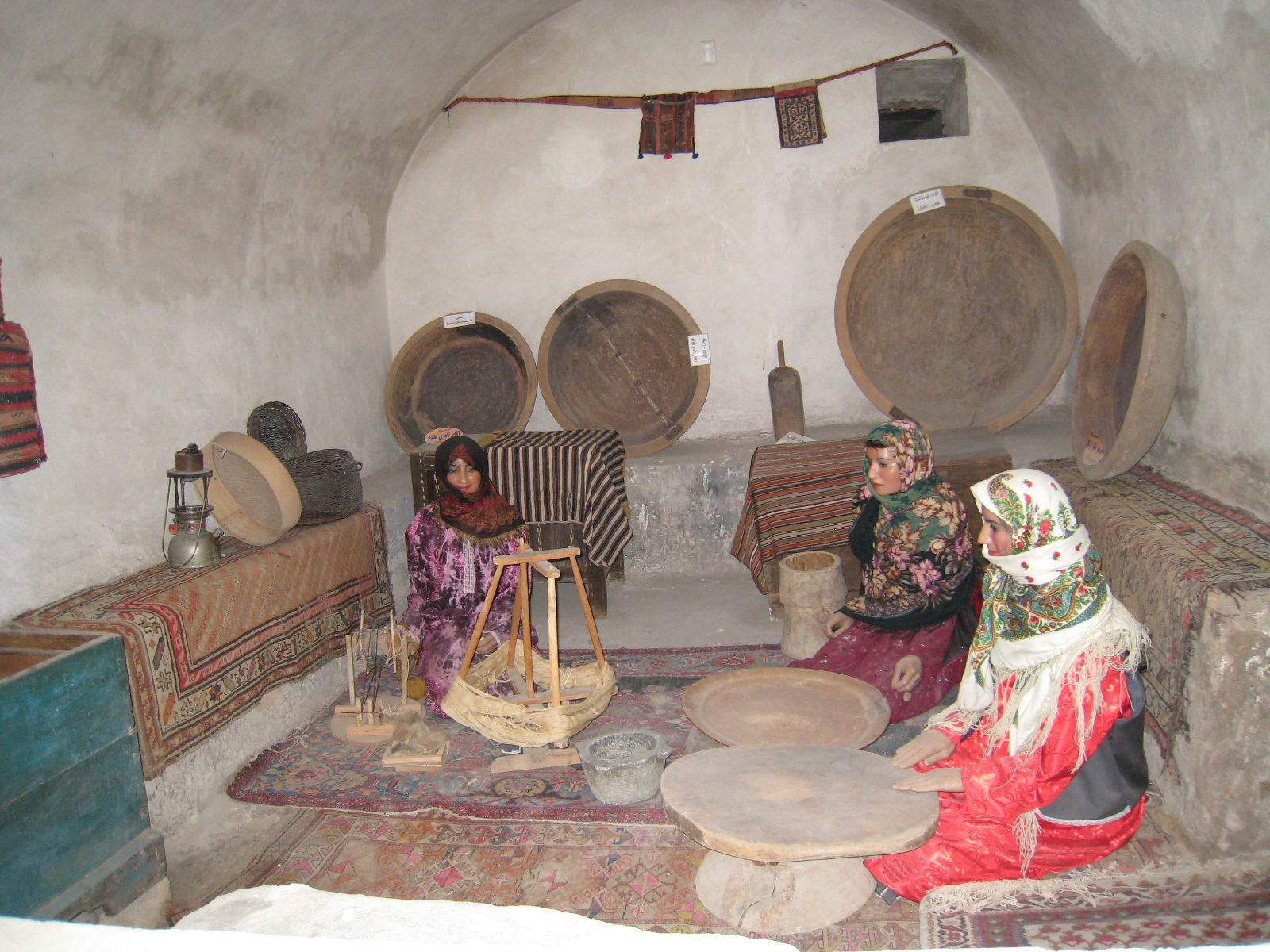
Antropológiai Múzeum

## Fordítás
- Ez a szócikk részben vagy egészben  az   Ardabil című angol Wikipédia-szócikk fordításán alapul.  Az eredeti cikk szerkesztőit annak laptörténete sorolja fel. Ez a jelzés csupán a megfogalmazás eredetét és a szerzői jogokat jelzi, nem szolgál a cikkben szereplő információk forrásmegjelöléseként.
- Ez a szócikk részben vagy egészben  az   Ardabil (Stadt) című német Wikipédia-szócikk fordításán alapul.  Az eredeti cikk szerkesztőit annak laptörténete sorolja fel. Ez a jelzés csupán a megfogalmazás eredetét és a szerzői jogokat jelzi, nem szolgál a cikkben szereplő információk forrásmegjelöléseként.